# Китай (озеро)
Китай (укр. Китай) — озеро лиманно-заливного типа в Измаильском районе Одесской области Украины, расположено в низовье Дуная. Котловина вытянутой формы, простирается с севера на юг на 24 км. Температура воды летом до +27 °C, зимой озеро замерзает. Минерализация воды — 1—3 г/л.
Вода озера Китай используется для орошения в Червоноярской оросительной системе.

## География

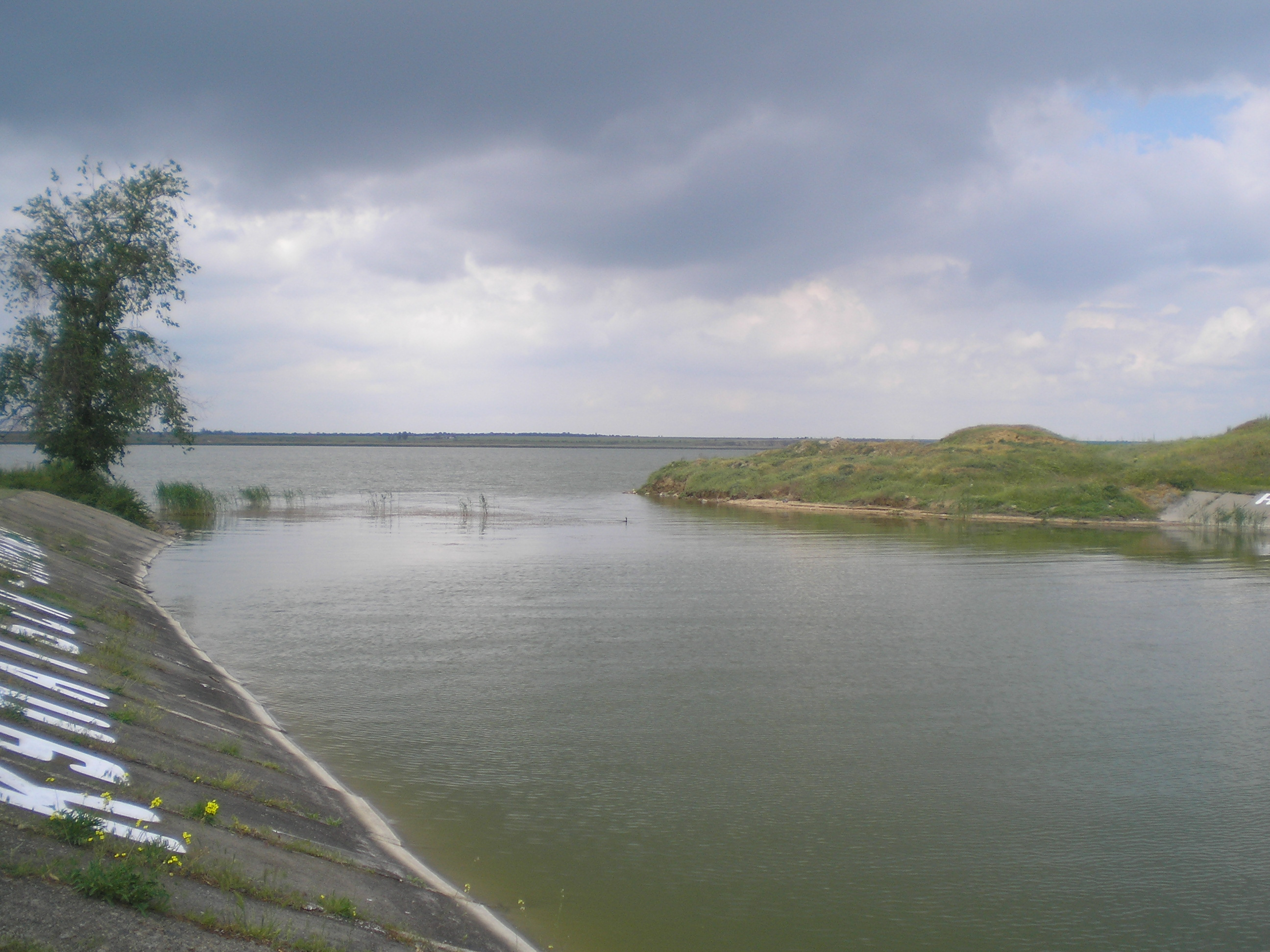
Канал около насосной станции Червоноярской оросительной системы

Озеро состоит из северной и южной частей (ширина до 3-3,7 км), соединённых проливом шириной около 600 м, через который возведён мост. Общая площадь — около 60 км², глубина южной части до 2 м, северной — до 5 м. Дно центральной части водоёма (как северной, так и южной части) покрыто серым илом, который лишь у берегов переходит в слегка заиленный грунт.
Берега возвышенные, за исключением южного берега и крайнего северного участка. С юго-запада в озеро Китай впадает река Еникой, с севера — реки Киргиж-Китай (длина — 63 км) и Алияга (длина — 65 км).
В северной части озера Китай наблюдаются сгонно-нагонные колебания уровня воды (средняя амплитуда до 80 см.)
Озеро отделено от Дуная дамбой и имеет режим водохранилища. Водообмен регулируется искусственным шлюзованым каналом, который пересекает дамбу и впадает в Степное гирло Дуная.

## Флора и фауна
Прибрежная и водная растительность распространена, в первую очередь, в южной части озера (камыш, осока, водоросли), остальная часть побережья обрывистая, с небольшими пляжами.
В озере водятся щука, лещ, сом; разводят белого амура, толстолобика, сазана, карпа, карася. В плавнях возле южного побережья — места небольших колоний водоплавающих птиц. Вдоль берегов озера создана водоохранная зона.